# Tord Sandersson
Tord Sandersson var en svensk adelsman och väpnare, vilken är unik i svensk medeltidshistoria genom att han mottog det äldsta i behåll varande svenska sköldebrevet (av totalt 25 kända svenska sköldebrev), ett adelsbrev där också hans heraldiska vapen fastställdes, en röd, och en blå sporre, vilket utfärdades av kung Erik av Pommern den 1 oktober 1431:
| ” | På böner af erkebiskopen och biskopen i Strängnäs, för troskap och villig tjenst, som visats och som skall egnas konungen, hertig Bogislav och andra af konungens fäderneslägt samt riket, unnar och gifver k.(kung) Erik Tord Sandersson och hans rätta afkomma frihet och frälse till dem sjelfve och deras egendom till evig tid, dock med vilkor att de icke underlägga sig kronans gods, bondegods och köpstadsgods. På erkebiskopens förbön får han sköld och hjelm. | „ |

Den 30 mars 1438 nämns han som väpnare när han beseglar ett brev, och den 8 juli 1440 nämns Sandersson som död:
| ” | Ärkebiskop Nils i Uppsala, biskop Tomas i Strängnäs, Claus Plata på Gustav Algotssons vägnar och Gustav Ulfsson, skickade av rikets råd och marsk, fastställer i tvisten mellan herr Bengt Stensson och allmogen i Närke att Bengt Stensson (Natt och Dag) är skyldig att till Julita, Riseberga och Arboga kloster samt S:t Nikolai kyrka avlägga den summa av 50 mark som Tord Sandersson testamenterat till dem och som herr Bengt var skyldig honom. | „ |